# Almkanal
Almkanal är en främst underjordisk kanal i Österrike.   Den ligger i staden Salzburg, i den centrala delen av landet, 250 km väster om huvudstaden Wien.